# مارفن كينت
مارفن كينت (بالإنجليزية: Marvin Kent)‏ هو سياسي أمريكي، ولد في 21 سبتمبر 1816 في الولايات المتحدة، وتوفي في 10 ديسمبر 1908 في نفس البلد.